# 反帝国主义协调
反帝国主义协调（德語：Antiimperialistische Koordination，缩写为AIK）是欧洲的一个国际组织，成立于2000年8月，由多个反帝国主义团体组成。它在奥地利注册为一个非竞选党派。该组织是世界反帝国主义纲领的成员。
该组织起源于意大利的反帝国主义营，该组织在德语区由“反帝国主义协调维也纳”和位于杜伊斯堡的“民主和基层文化协会”代表。这两个组织的直接前身包括奥地利的革命共产主义联盟和德国的“鼹鼠”组织。根据北莱茵-威斯特法伦州宪法保护机构的说法，该组织的维也纳支部隶属于革命共产主义联盟。
该组织每年在意大利阿西西组织夏令营。根据德国宪法保护机构的说法，在这些会议上讨论“基本的政治方向、联合行动、进一步的会议以及国际协作的（示威性）运动”，并且“定期有包括使用恐怖主义手段在内的组织参与”。
2003年，该组织因在阿西西决定发起的国际运动“为抵抗中的伊拉克人民捐赠10欧元”而引起媒体关注。2007年9月，该组织在维也纳组织了一场亲伊朗的集会，据赫里伯特·席德尔所述，甚至有新纳粹分子参加。该组织对马哈茂德·艾哈迈迪内贾德当选伊朗总统的祝贺以及在2009年有争议的总统选举中对他连任的公开支持也引起了广泛关注。该组织还支持加沙自由船队。
“奥地利反犹太主义行动”在奥地利抵抗档案馆的网站上发表的一篇文章中指责该组织为“左翼反犹太主义”，该组织对此指控予以否认。
2021年5月，该组织与“抵制、撤资、制裁”运动和维也纳的达尔·阿尔·贾努布协会组织了一场示威游行。“犹太奥地利学生”组织在一份声明中指出，示威中出现了哈马斯的旗帜以及带有美化納粹大屠殺内容的反犹太标语，并公开呼吁发动起义。对此，相关部门已展开调查。